# Euphorbia belgradica
Euphorbia belgradica är en törelväxtart som beskrevs av Peter Forsskål. Euphorbia belgradica ingår i släktet törlar, och familjen törelväxter.
Artens utbredningsområde är europeiska Turkiet. Inga underarter finns listade i Catalogue of Life.